# Curtis Stevens
Curtis Stevens   (Lake Placid, 1 de juny de 1898 - Saranac Lake, 15 de maig de 1979) va ser un pilot de bobsleigh estatunidenc que va competir durant la dècada de 1930. Era germà dels també pilots de bobsleigh Hubert Stevens i Paul Stevens.
El 1932 va prendre part en els Jocs Olímpics de Lake Placid, on guanyà la medalla d'or en la prova de bobs a 2 formant parella amb Hubert Stevens.